# Morze Koro
Morze Koro – morze Oceanu Spokojnego, leżące pomiędzy wyspą Viti Levu na zachodzie i wyspami Lau w archipelagu Fidżi na wschodzie. Jego nazwa pochodzi od wyspy Koro.